# Linea 12 (Belgio)
La Linea 12 (Ligne 12 in francese, Spoorlijn 25 in olandese) è una linea ferroviaria internazionale a scartamento ordinario lunga 64,4 km che unisce la città belga di Anversa con il villaggio olandese di Lage Zwaluwe.

## Storia
Il 9 luglio 1852 i governi di Paesi Bassi e Belgio siglarono una convenzione per la realizzazione di una linea ferroviaria che unisse i porti di Rotterdam e Anversa. A tal fine venne appositamente costituita la compagnia Société anonyme des chemins de fer d'Anvers à Rotterdam.
Il 24 giugno 1854 fu aperto il tratto tra Anversa e Roosendaal, mentre il 20 ottobre successivo fu attivato il segmento tra Roosendaal e Oudenbosch. Nel dicembre 1854 fu raggiunta Zevenbergen mentre nel maggio 1855 la linea raggiunse il porto di Moerdijk, sull'Hollandsch Diep, da dove i passeggeri si sarebbero dovuti poi imbarcare su un traghetto.
Il 1º gennaio 1873 fu attivato il passante ferroviario che andava a sostituire il precedente tracciato, costruito sulla sede stradale e che tanti disagi aveva causato alla circolazione. Nel 1876 la linea fu fatta immettere sulla ferrovia Rotterdam-Breda presso Lage Zwaluwe. Il motivo di quest'ultimo prolungamento era legato al fatto che la Rotterdam-Breda attraversa direttamente con un ponte l'Hollandsch Diep evitando così di ricorrere al traghetto.
Nel 1957 la linea fu elettrificata, seppur con voltaggi diversi, su entrambi i lati del confine.
Tra il 1998 ed il 2007 è stato realizzato un tunnel che ha unito direttamente le stazioni Anversa-Dam e Anversa Centrale permettendo così di accorciare i tempi di transito.